# Saison 2017 de l'équipe cycliste Amplatz-BMC
La saison 2017 de l'équipe cycliste Amplatz-BMC est la cinquième de cette équipe.

## Préparation de la saison 2017

### Arrivées et départs
| Arrivées         | Équipe 2016          |
| ---------------- | -------------------- |
| Tobias Edelbauer |                      |
| Rok Korošec      | Radenska Ljubljana   |
| Matej Mugerli    | Synergy Baku Project |
| Thomas Umhaller  | Vorarlberg           |

| Départs         | Équipe 2017           |
| --------------- | --------------------- |
| Dejan Bajt      |                       |
| Thomas Gruber   |                       |
| Maximilian Kuen | Tirol                 |
| Mario Schoibl   |                       |
| Lukas Stoiber   |                       |
| Jan Tratnik     | CCC Sprandi Polkowice |

## Coureurs et encadrement technique

### Effectif
| Cycliste            | Date de naissance | Nationalité | Équipe 2016          |  |
| ------------------- | ----------------- | ----------- | -------------------- |  |
| Andi Bajc           | 14 novembre 1988  | Slovénie    | Amplatz-BMC          |  |
| Marek Čanecký       | 17 juin 1988      | Slovaquie   | Amplatz-BMC          |  |
| Tobias Edelbauer    | 11 juillet 1998   | Autriche    |                      |  |
| Gerd Fidler         | 12 septembre 1996 | Autriche    | Amplatz-BMC          |  |
| Julian Gruber       | 4 octobre 1997    | Autriche    | Amplatz-BMC          |  |
| Rok Korošec         | 24 novembre 1993  | Slovénie    | Radenska Ljubljana   |  |
| Péter Kusztor       | 27 décembre 1984  | Hongrie     | Amplatz-BMC          |  |
| Matej Mugerli       | 17 juin 1981      | Slovénie    | Synergy Baku Project |  |
| János Pelikán       | 19 avril 1995     | Autriche    | Amplatz-BMC          |  |
| Hermann Pernsteiner | 7 août 1990       | Autriche    | Amplatz-BMC          |  |
| Andreas Umhaller    | 20 février 1992   | Autriche    | Amplatz-BMC          |  |
| Thomas Umhaller     | 6 juillet 1995    | Autriche    | Vorarlberg           |  |

## Bilan de la saison

### Victoires
| Date       | Course                                        | Pays        | Classe | Vainqueur     |
| ---------- | --------------------------------------------- | ----------- | ------ | ------------- |
| 01/03/2017 | Umag Trophy                                   | Croatie     | 1.2    | Rok Korošec   |
| 04/03/2017 | Poreč Trophy                                  | Croatie     | 1.2    | Matej Mugerli |
| 11/03/2017 | 2e étape de l'Istrian Spring Trophy           | Croatie     | 2.2    | Matej Mugerli |
| 12/03/2017 | Classement général de l'Istrian Spring Trophy | Croatie     | 2.2    | Matej Mugerli |
| 05/05/2017 | 3e étape du Tour d'Azerbaïdjan                | Azerbaïdjan | 2.1    | Matej Mugerli |
| 10/06/2017 | 3e étape du Tour de Slovaquie                 | Slovaquie   | 2.1    | Matej Mugerli |